# Rivalité entre le King's College et l'University College de Londres
 (août 2025).
 (janvier 2022).
 (janvier 2022).
La mise en forme du texte ne suit pas les recommandations de Wikipédia : il faut le « wikifier ».
Les points d'amélioration suivants sont les cas les plus fréquents. Le détail des points à revoir est peut-être précisé sur la page de discussion.
- Les titres sont pré-formatés par le logiciel. Ils ne sont ni en capitales, ni en gras.
- Le texte ne doit pas être écrit en capitales (les noms de famille non plus), ni en gras, ni en italique, ni en « petit »…
- Le gras n'est utilisé que pour surligner le titre de l'article dans l'introduction, une seule fois.
- L'italique est rarement utilisé : mots en langue étrangère, titres d'œuvres, noms de bateaux, etc.
- Les citations ne sont pas en italique mais en corps de texte normal. Elles sont entourées par des guillemets français : « et ».
- Les listes à puces sont à éviter, des paragraphes rédigés étant largement préférés. Les tableaux sont à réserver à la présentation de données structurées (résultats, etc.).
- Les appels de note de bas de page (petits chiffres en exposant, introduits par l'outil «  Source ») sont à placer entre la fin de phrase et le point final[comme ça].
- Les liens internes (vers d'autres articles de Wikipédia) sont à choisir avec parcimonie. Créez des liens vers des articles approfondissant le sujet. Les termes génériques sans rapport avec le sujet sont à éviter, ainsi que les répétitions de liens vers un même terme.
- Les liens externes sont à placer uniquement dans une section « Liens externes », à la fin de l'article. Ces liens sont à choisir avec parcimonie suivant les règles définies. Si un lien sert de source à l'article, son insertion dans le texte est à faire par les notes de bas de page.
- La présentation des références doit suivre les conventions bibliographiques. Il est recommandé d'utiliser les modèles {{Ouvrage}}, {{Chapitre}}, {{Article}}, {{Lien web}} et/ou {{Bibliographie}}. Le mode d'édition visuel peut mettre en forme automatiquement les références.
- Insérer une infobox (cadre d'informations à droite) n'est pas obligatoire pour parachever la mise en page.

Pour une aide détaillée, merci de consulter Aide:Wikification.
Si vous pensez que ces points ont été résolus, vous pouvez retirer ce bandeau et améliorer la mise en forme d'un autre article.
La rivalité entre le King's College de Londres et L'University College de Londres fait partie de la vie londonienne depuis près de deux siècles. Elle s’est exprimée dans la sphère académique, sur les terrains de sport et dans la rivalité entre les deux populations étudiantes. La rivalité peut être retracée à sa création dans les années 1820 quand le King’s College a été établi comme la contrepartie anglicane de la laïque University College.

## Origines
King’s College a été fondé en 1829 en réponse à la fondation de “ l'Université de Londres ”, plus tard connue sous le nom University College Londres, en 1826. L’UCL a été fondée, avec le soutien des Juifs, des utilitaristes et des Chrétiens non-Anglicans, en tant qu’institution laïque, destinée à éduquer “la jeunesse de nos riches moyens entre 15 et 20 ans”. L’objectif principal de King’s College était: “ d'imprégner l'esprit des jeunes d'une connaissance des doctrines et des devoirs du christianisme, tels qu'inculqués par l'Église unie d'Angleterre et d'Irlande". À King's, la fréquentation à la chapelle de l’université et l'étude du christianisme constituaient une part importante de la vie universitaire.

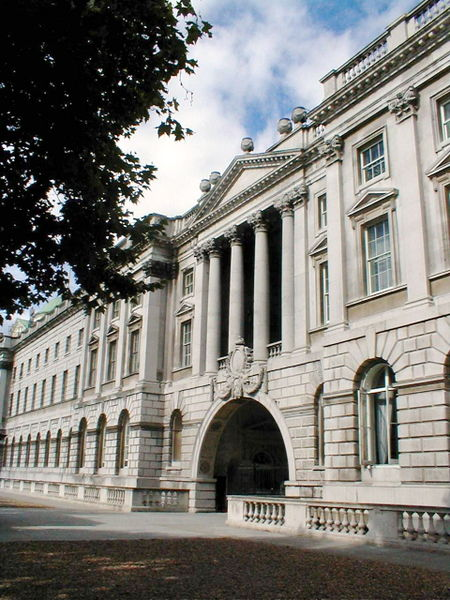
Terrasse d’Embankment, King's College London

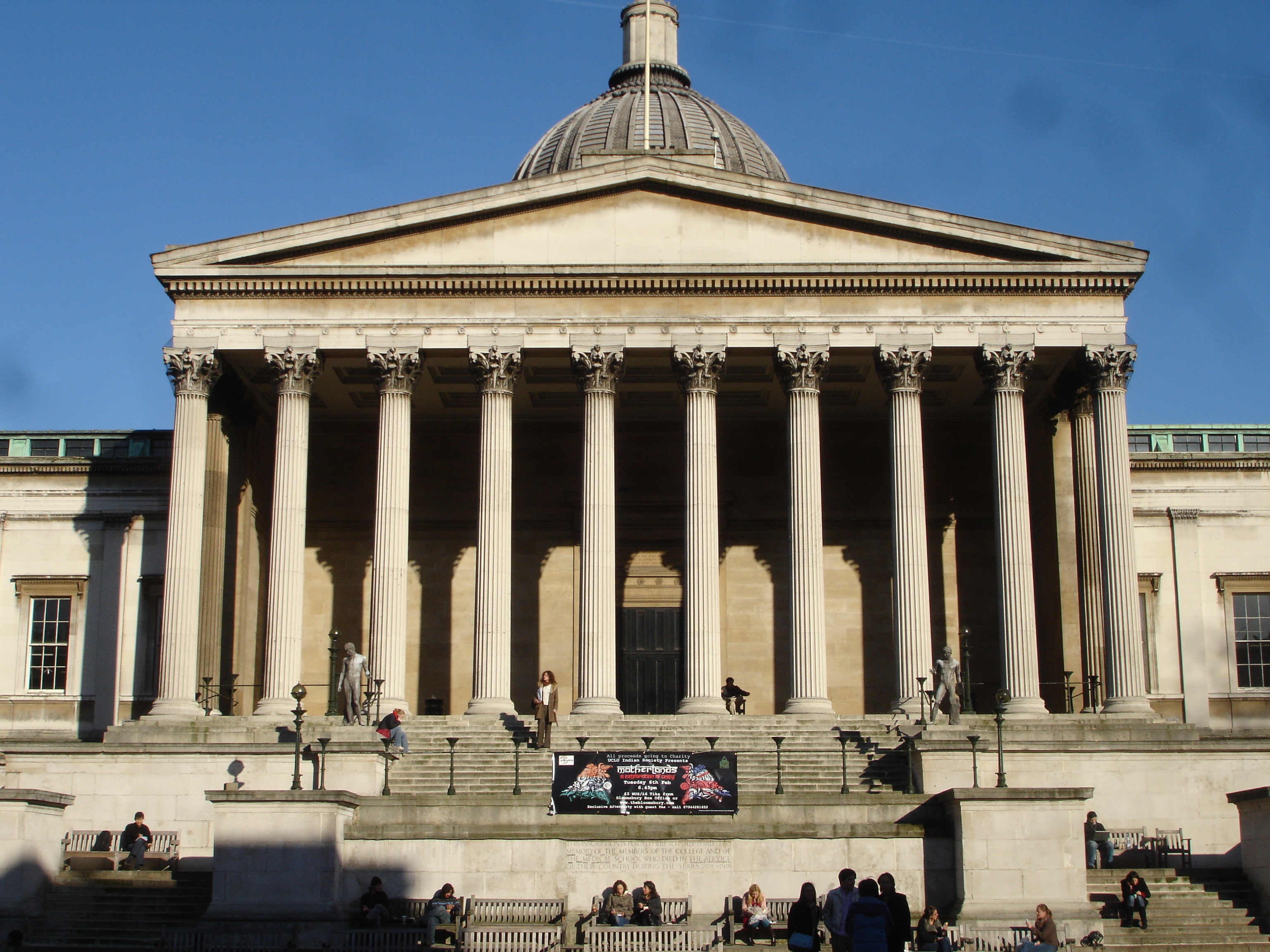
Bâtiment Portico, University College London

La rivalité peut être aperçue dans le deuxième couplet d'une chanson satirique des années 1820 sur la musique de l'hymne national britannique :
Les gars de King's College se lèvent!
Nouvelles universités
Tombera rapidement ;
Déconcerter leur politique,
Frustrer leurs astuces pédagogiques,
Ô Église!  C’est vers toi que nous nous tournons,
Maintiens-nous tous
L'une des premières conséquences potentiellement violentes du contraste entre les styles et les objectifs des deux collèges est survenue lorsque le comte de Winchilsea, l'un des principaux donateurs financiers de l’émergent King's College, a accusé son principal mécène, le duc de Wellington, de chercher à diluer le caractère orthodoxe, protestant, du nouveau Collège.
Wellington avait récemment joué un rôle central dans l'obtention de l'émancipation catholique et Winchilsea, un opposant de l'émancipation, craignait qu'il n’ait l’intention de transformer le King's College de Londres en un « séminaire catholique », étant donné que la nouvelle université ne devait imposer aucun test religieux pour l'entrée. Au début de l’année 1829, Winchilsea défia publiquement Wellington au sujet du soutien simultané du duc à l'Anglican King's College et à la Roman Catholic Relief Act 1829. Ceci resulta en un duel à Battersea Fields le 21 mars. Des coups de feu ont été tirés mais personne n'a été blessé. Le Duel Day est toujours célébré chaque année au King's en mars,.

## RAGs d'étudiant
Les RAGs étudiants étaient des manifestations de la rivalité entre les deux institutions et sont devenus populaires à la fin du XIXe siècle. Les RAGs des étudiants comportaient souvent des travestissements et des défilés qui reflétaient les célébrations officielles afin de défier l'autorité tout en collectant des fonds pour la charité. Les RAGs étaient « colorés, subversifs et parfois dangereux » tant pour les participants et les spectateurs et ont atteint leur apogée entre les deux guerres mondiales. Les tentatives de capture des mascottes de l’autre université ont été une campagne de longue haleine. Les autorités des collèges auraient mis fin à ces batailles dans la première moitié du vingtième siècle, mais la rivalité entre les collèges de l'Université de Londres se poursuit encore aujourd'hui.
Au début, l'activité sociale des  étudiants londoniens avait tendance à être assez sérieuse et digne dans son expression, caractérisée par des programmes de conférences, des débats et des rencontres sportives. Toutefois, cette situation a commencé à changer dans les années 1890, qui ont vu des pitreries turbulentes de « ville et de robe », qui se sont poursuivies à l'époque édouardienne.
Le premier véritable RAG au King's a eu lieu en 1912. Des étudiants anti-vivisectionnistes en colère se sont plaints qu'un petit chien avait été vivisé à plusieurs reprises et inutilement et ont érigé une statue de l'animal dans le Parc de Battersea. Des étudiants indignés des facultés de médecine de Londres se ont rapidement des mesures pour détruire la statue, au cours de laquelle une bagarre a eu lieu avec la police et certains étudiants ont été arrêtés et condamnés à une amende. Ils se sont ensuite retrouvés dans le King’s Quad avec une effigie du magistrat fautif qui a été incendiée et jetée dans la rivière.
La Première Guerre mondiale a constitué pour certains un tournant culturel dans les attitudes à l’égard de l'autorité établie. De nombreux membres du personnel et étudiants des universités britanniques ont vu le service actif et l'expérience de vétérans a sans aucun doute influencé les progrès du RAG étudiant après la guerre. Les RAGs des années 1920 étaient bien fréquentés et souvent organisés avec une précision militaire. Ils bénéficient d’une couverture médiatique considérable, notamment en raison de leur impact sur les communautés locales

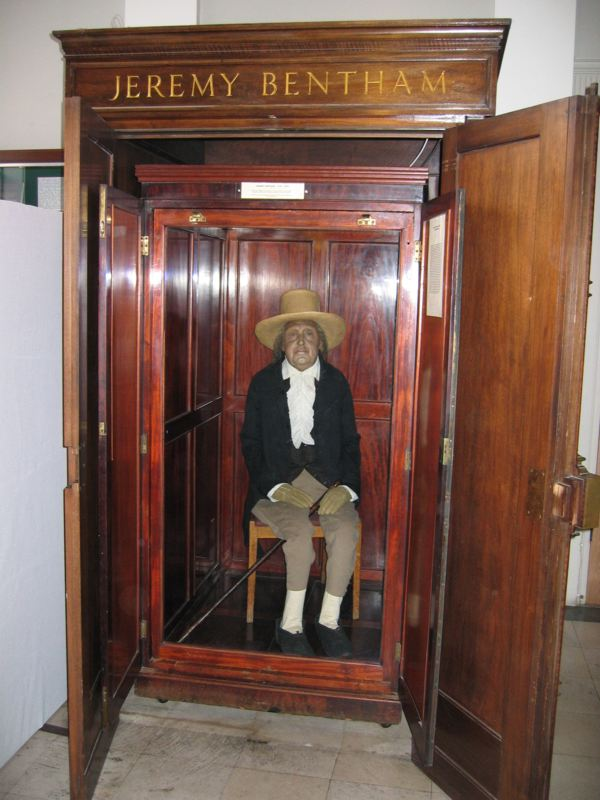
Le corps de Jeremy Bentham (avec fausse tête).

Edith Summerskill, étudiante en médecine au King's dans les années 1920 et plus tard ministre de l'Assurance nationale, réfléchissant au contraste entre le comportement informel de ses contemporains et celui, plus sérieux, de l'étudiant d’après-1945, a observé que « Nous étions tous trop occupés à nous détendre après la guerre, plus gais, plus animé et après un bon moment », poursuivant en suggérant que « la guerre de 1914-18 a été bien plus terrible que cette dernière guerre ... par conséquent, la réaction après la guerre a été plus marquée ».

### Mascottes d’universités

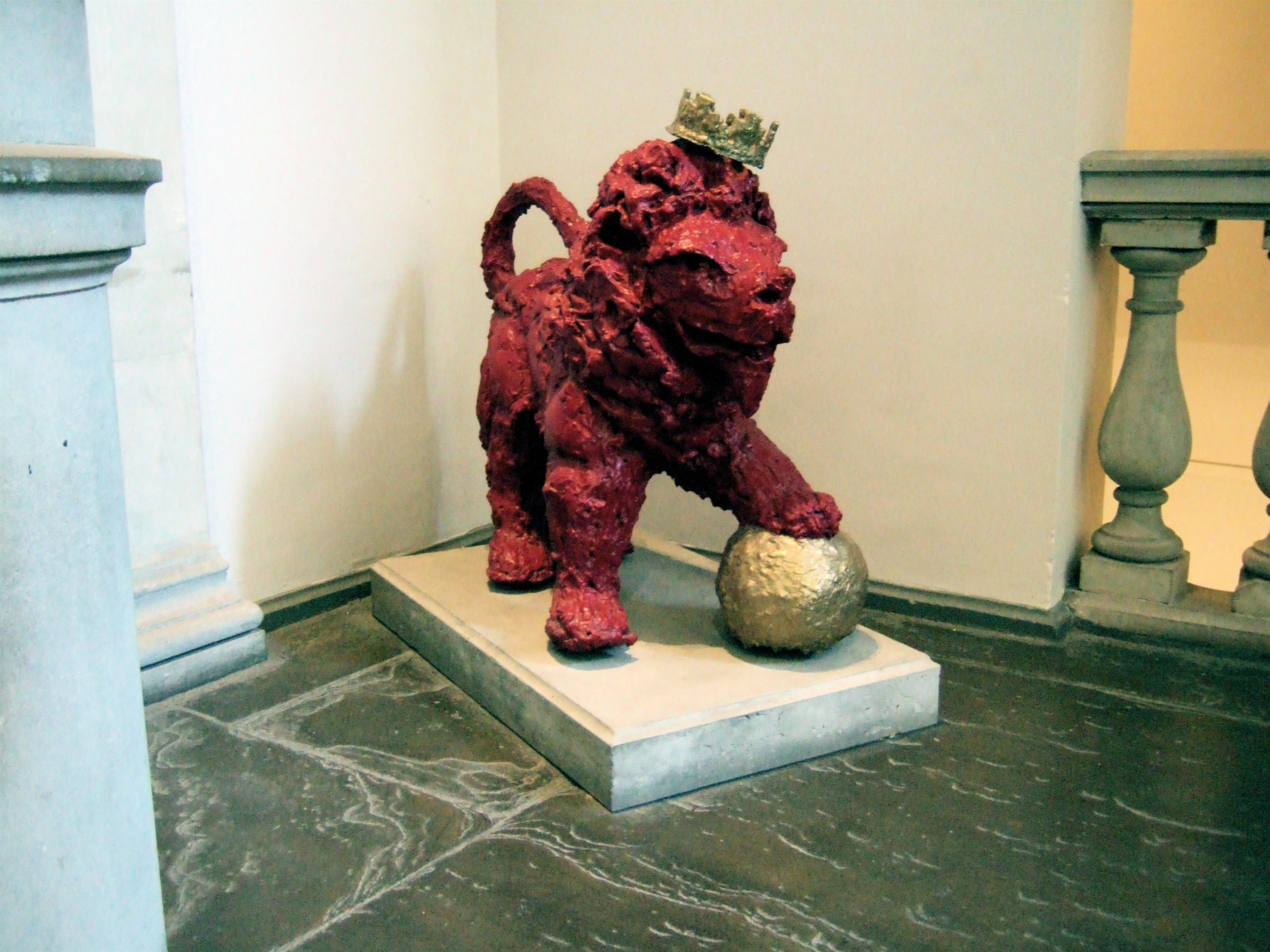
Reggie le Lion - La mascotte de King’s College.

Au vingtième siècle, la rivalité entre les étudiants des deux universités était centrée sur leurs mascottes respectives. Celle de l'University College était Phineas Maclino, une enseigne d'un bureau de tabac en bois d'un Highlander jacobite en kilt, volée à l'extérieur d'un magasin à Tottenham Court Road lors des célébrations de la Libération de Ladysmith en 1900.
L'ajout ultérieur de King était une bouteille de bière géante représentant la « jeunesse en bouteille ». En décembre 1923, elle a été remplacée par une nouvelle mascotte pour rivaliser avec Phineas - Reggie the Lion, un lion en cuivre d'une casse (également près de Tottenham Court Road) pour lequel les étudiants de King ont payé 7 £, qui a été baptisé Reggie lors d'une réunion spéciale. Reggie a fait ses débuts dans un RAG de sport de King's-UCL en décembre 1923, protégé par des étudiants ingénierie armés d'équerres en T. Par la suite, Reggie a formé la pièce maîtresse des processions annuelles des étudiants de première année par les étudiants de King autour d'Aldwych.

### Enlèvements
Reggie a été victime de plusieurs tentatives d'enlèvement par l'UCL et d'autres collèges de Londres après la Seconde Guerre mondiale. À une occasion, il a été transporté à Inverness et à une autre, il a été ignominieusement jeté dans le magnifique site de Surrey du Devil's Punchbowl. L'épisode le plus notable concerne sa douloureuse émasculation par des étudiants de l'UCL armés d'un ouvre-boîte. Heureusement, une équipe d'ingénieurs et de médecins l’a remis en état de marche et l’ont rempli de béton pour empêcher toute nouvelle tentative d'enlèvement par les étudiants de Bloomsbury. De même, des mascottes de l'UCL ont été kidnappées au fil des années, avec le goudronnage et le plumage de Phineas et le vol tristement célèbre de la tête préservée de Jeremy Bentham. Le vol de mascotte a depuis disparu et les mascottes des deux universités sont mieux protégées.